# Vikbolandet

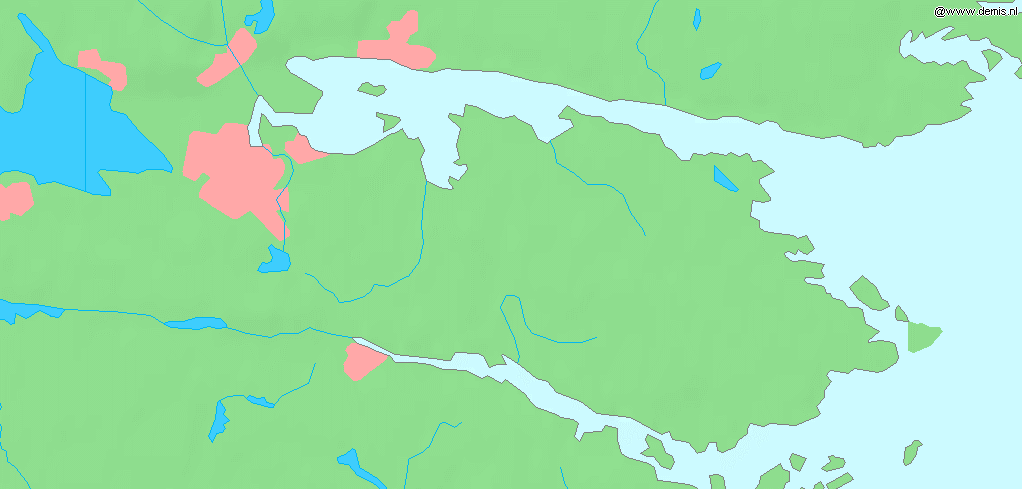
Karte der Halbinsel Vikbolandet

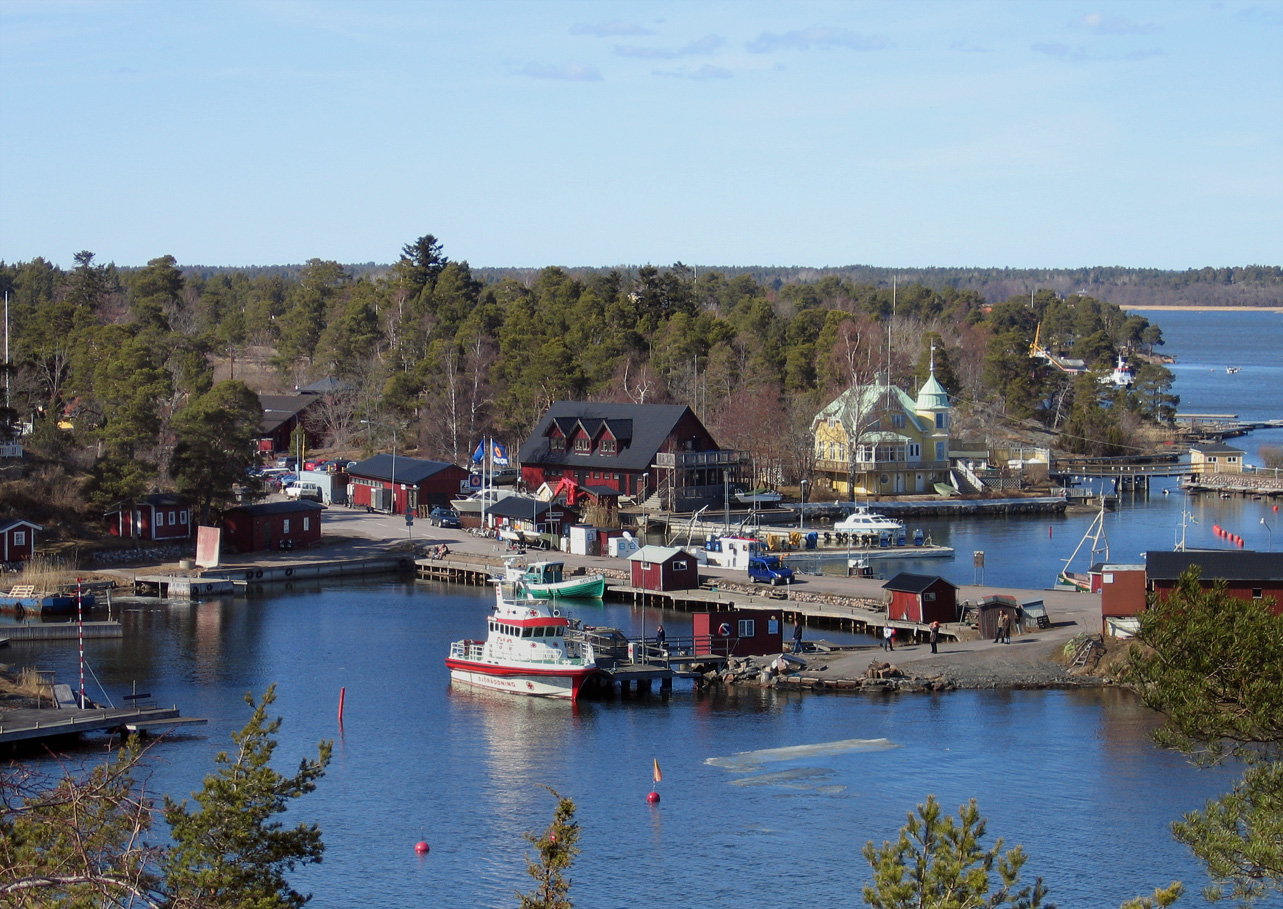
Ferienort Arkösund

Vikbolandet ist eine Halbinsel östlich von Norrköping in Östergötland, Schweden die zur Gemeinde Norrköping gehört.
Sie hat eine Fläche von etwa 600 Quadratkilometern und wird im Norden von der Bucht Bråviken, im Osten von der Ostsee und im Süden vom Slätbaken begrenzt.
Auf Vikbolandet leben ungefähr 6.800 Menschen. 
Auf der Halbinsel befinden sich die Tätorter Östra Husby (2006: 788 Einwohner), Ljunga (2006: 643 Einwohner) und Arkösund (2006: 149 Einwohner). Der Ferienort Arkösund wird jedoch in den Sommermonaten von tausenden Touristen bevölkert.